# Thomas Graham (barón de Lynedoch)
Thomas Graham, GCB, GCMG (19 de octubre de 1748-18 de diciembre de 1843), barón de Lynedoch, fue un aristócrata escocés, político y oficial del ejército británico durante las Guerras Revolucionarias Francesas y las Guerras Napoleónicas.

## Primeros años y educación
Fue el tercer y último hijo de Thomas Graham de Balgowan, en Perthshire y lady Hope Christian, hija del primer conde de Hopetoun.
Fue educado en casa por el reverendo Fraser, y después por James Macpherson, el coleccionista y traductor de los poemas de Ossian. Fue enviado al Christ Church de Oxford en 1766. Al año siguiente, tras la muerte de su padre, heredó la casa familiar en Escocia. Al salir de la universidad, pasó varios años en el continente, donde aprendió francés, alemán y español. A su regreso a Escocia, se dedicó a la mejora y gestión de la finca familiar, cercando los terrenos, levantando casas de campo y oficinas, otorgando arrendamientos a sus arrendatarios, alentándolos a implementar métodos mejorados de cultivo y a cultivar a gran escala patatas y nabos, que hasta ese momento se habían considerado solo plantas de jardín. También se dedicó a mejorar las razas de caballos, vacas y ovejas.
En 1785, compró la finca de Lynedock o Lednock, situada en el valle de Almond, donde plantó árboles frutales y sotobosques de robles, y mejoró las orillas inclinadas que bordean el río. Aficionado a los perros y caballos y hábil en los deportes de campo, acompañaba al duque de Atholl-que luego se convirtió en su concuñado- en la caza de urogallos y ciervos en los páramos de Atholl. Más tarde dijo que su vista entrenada en referencias del terreno y distancias, algo muy útil para un militar, se la debía a este periodo de caza de ciervos en el bosque de Atholl. Se casó con la hon. María Cathcart, hija del IX lord Cathcart, llevando una tranquila vida de terrateniente, administrando sus propiedades, montando a caballo, estudiando los clásicos y haciendo visitas ocasionales a Londres y Edimburgo.
Un marido solícito, cuando su esposa descubrió la mañana de un baile en Edimburgo que se había dejado su joyero en Balgowan, Graham recorrió los 90 km de ida y vuelta a Balgowan utilizando relevos de caballos para asegurarse de que su esposa tuviera sus joyas en el baile. El retrato de la Hor. Mary Graham realizado por Thomas Gainsborough fue muy aclamado cuando se exhibió en la Royal Academy en 1777. Tras la muerte de su esposa, Graham estaba tan desconsolado que no se atrevía a mirarlo y lo cubrió con un paño.
En otra ocasión, cuando se dirigía a una fiesta con su esposa y la hermana de esta, su cuñada la duquesa de Atholl, su carruaje fue detenido en Park Lane, Londres por un salteador de caminos que les exigió el dinero, joyas y relojes a punta de pistola, mientras sus dos cómplices sujetaban las cabezas de los caballos. Graham, que estaba del lado opuesto del vehículo, saltó por encima de las damas hacia la puerta y, agarrando al asaltante, lo arrojó al suelo. Luego, sacando su espada, que por entonces formaba parte del atuendo de etiqueta, amenazó con atravesar al hombre si sus compañeros, que sujetaban a los caballos, acudían en su ayuda. Huyeron de inmediato, y el salteador de caminos tendido fue arrestado.
La salud de Mary comenzó a declinar y en la primavera de 1792, por recomendación de su médico, se dirigió al sur de Francia con su marido y su hermana. Sin embargo, durante el viaje murió en la costa cerca de Hyères, el 26 de junio de 1792. Su afligido marido alquiló una barcaza para llevar el ataúd a Burdeos, pero cerca de Toulouse un grupo de soldados franceses lo abrieron y cachearon el cuerpo. Cerró el ataúd y regresó a casa a depositar el cuerpo de su esposa en un mausoleo que construyó en el cementerio de Methven. A su propia muerte cincuenta años después, sería colocado allí a su lado. Aunque no tuvieron hijos y la sobrevivió cincuenta años, no volvió a casarse. La pérdida de su amada esposa lo afectó profundamente, y lo primero que hizo fue emprender un viaje de doce meses al continente. Sin embargo, todavía abrumado por el dolor, trató de ahogar el sentimiento de pérdida sumergiéndose en el servicio militar, convirtiéndose más tarde en político. Antes del incidente con el ataúd de Mary cerca de Toulouse, Graham había simpatizado con los franceses y sus ideales revolucionarios, pero a partir de ese momento los detestó y vio su carrera militar como una manera de vengarse.

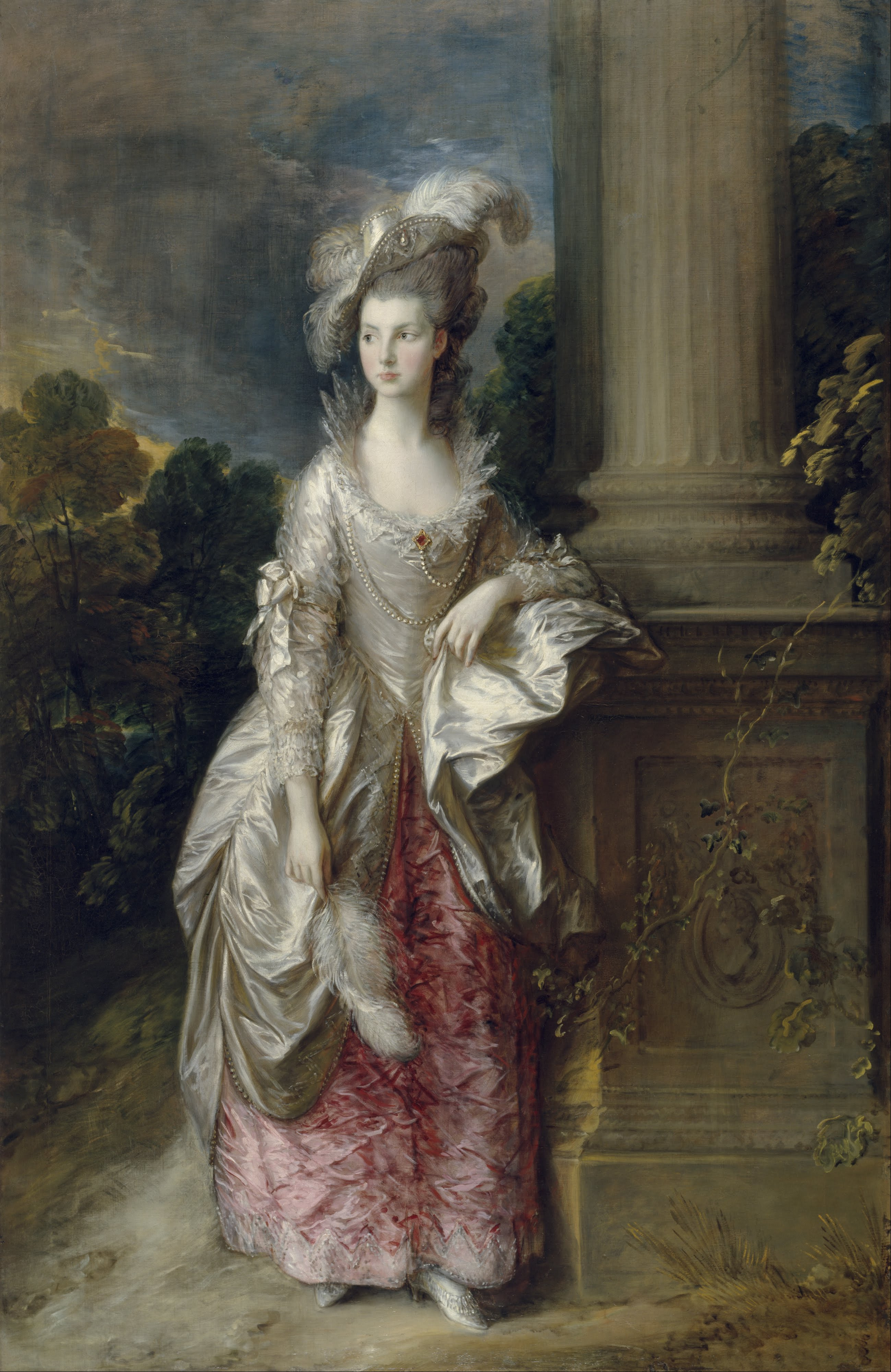
La Honorable Mary Graham, el famoso retrato de la bella señora Graham es una de las obras maestras del pintor.

## Carrera militar
Destacó como militar en las Guerras Revolucionarias Francesas, donde participó en los sitios de Tolón (1793) y Mantua (1796-97). Más tarde, acompañó a sir John Moore a España como su ayudante de campo, estando al lado de su general en el momento que fue herido de muerte por un cañonazo en la batalla de Elviña (La Coruña).
A la edad de 62 años fue enviado a Cádiz para intentar aliviar el sitio de Cádiz. A pesar de la falta de apoyo del general Manuel de Lapeña, comandante español al mando de las fuerzas aliadas anglo-españolas, las tropas anglo-portuguesas de Graham lograron una importante victoria contra una fuerza francesa que les doblaba en número en la batalla de Chiclana. Sin embargo, la victoria no fue suficiente como para terminar con el asedio de Cádiz del mariscal Victor. De Lapeña sería sometido a una comisión de investigación y aunque absuelto, fue relevado de su mando como Capitán general de Andalucía.
Tras el revuelo causado por el comportamiento de Lapeña, la permanencia de Graham en Cádiz ya no era viable, y el general Wellesley lo nombró su segundo al mando. Participaron juntos en el sitio de Ciudad Rodrigo (1812) pero Graham tuvo que regresar a Escocia poco después por motivos de salud, por lo que no acompañó a Wellesley en la batalla de los Arapiles. Volvieron a luchar juntos en la victoria decisiva de Vitoria (en 1813) y Wellesley le mandó dirigir el sitio de San Sebastián, donde consiguió liberar a la ciudad de los franceses, aunque a gran costo para sus propias tropas, con casi 4000 bajas, la lacra del saqueo y pillaje y más de 1000 muertes de civiles.
Cuando la Regencia de España le ofreció al general Graham la grandeza de España y el título de duque del Cerro de la Cabeza del Puerco lo rehusó, supuestamente porque no le agradaba el nombre, aunque puso como excusa el hecho de que a su general en jefe, Wellesley, el futuro duque de Wellington, no se le había ofrecido la distinción.
En 1841, con 94 años, viajó por Francia visitando también Génova y Roma. Murió en su casa de Londres en Stratton Street el 18 de diciembre de 1843, a los 95 años, tras una breve enfermedad, todavía se levantó y vistió el día de su muerte.